# Gipsoteca Libero Andreotti
La Gipsoteca Libero Andreotti è una gipsoteca di Pescia, allestita alla fine del 1992 da Raffaella Melucci e Stefano Nardini nell'antico palazzo del Podestà; contiene 230 gessi provenienti dallo studio dello scultore di origini pesciatine Libero Andreotti (soprattutto gessi preparatori e bozzetti), che documentano l'intera evoluzione dell'attività dell'artista.
Il museo si sviluppa tra piano terra, primo, secondo e terzo piano, con uno spazio destinato anche ad eventi ed esposizioni al piano primo.

## Principali gessi
Tra i principali gessi si segnalano:
- al piano terra: i gessi dei monumenti ai caduti di Milano (1928) e Bolzano (1926-1928)
- al primo piano: Pomona (1905-1912 ca.)
- al secondo piano: Le nouveau né (1906-1910 ca.); Danzatrice con la Maschera di Medusa (1911).

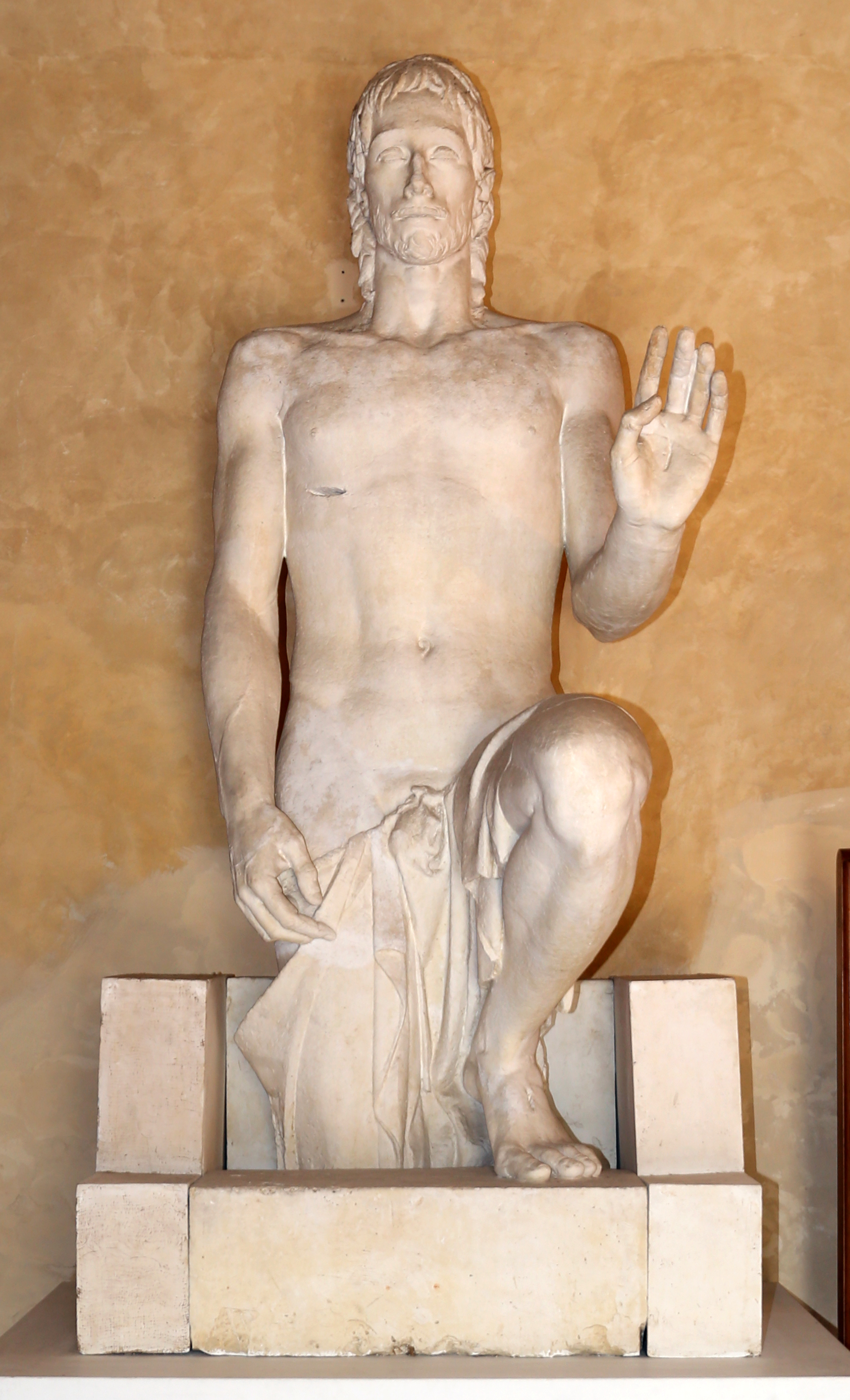
Cristo risorto per il monumento ai caduti di Bolzano (1926-1928)
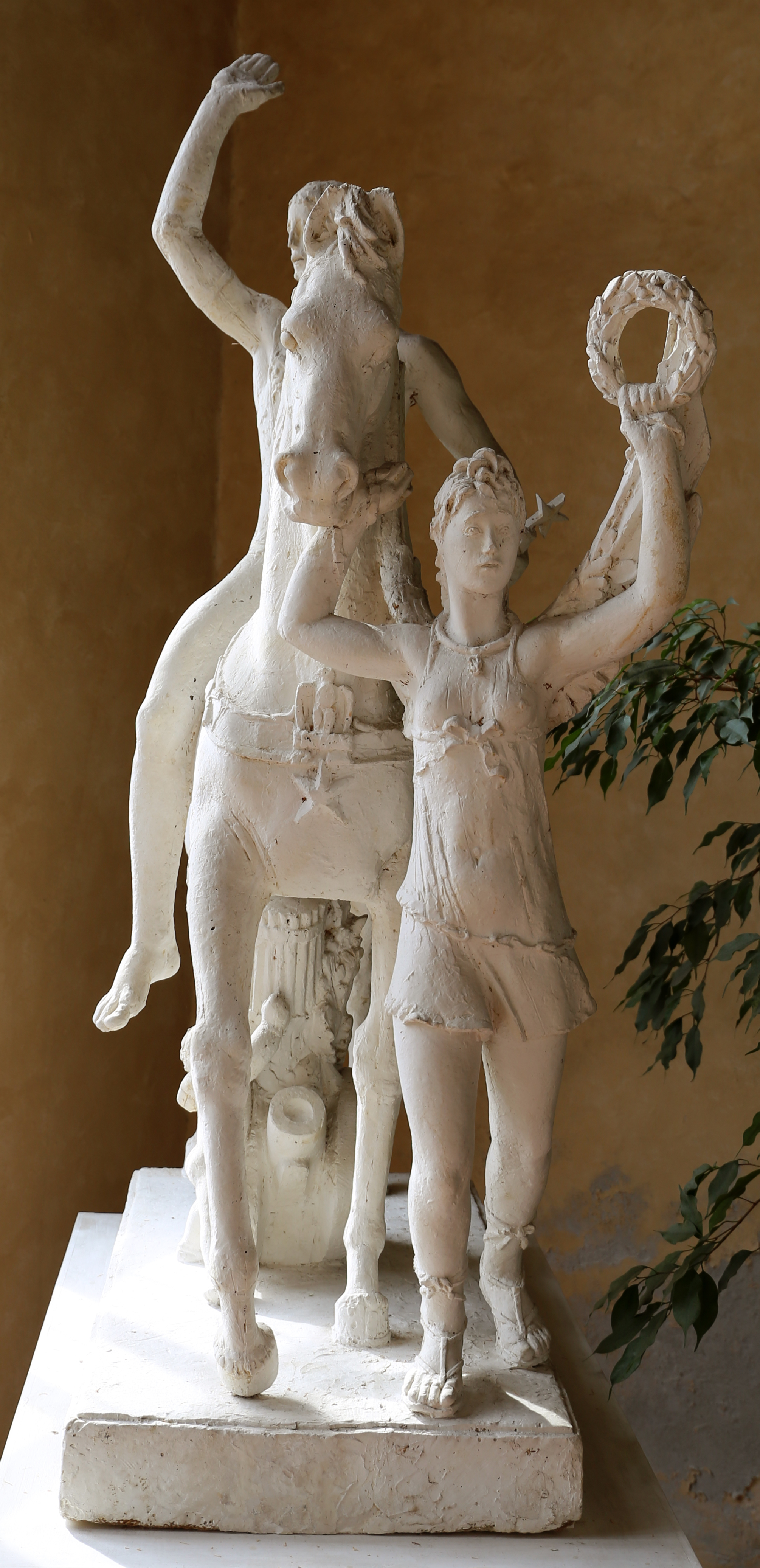
Ritorno dopo la vittoria per il monumento ai caduti di Milano (1928)
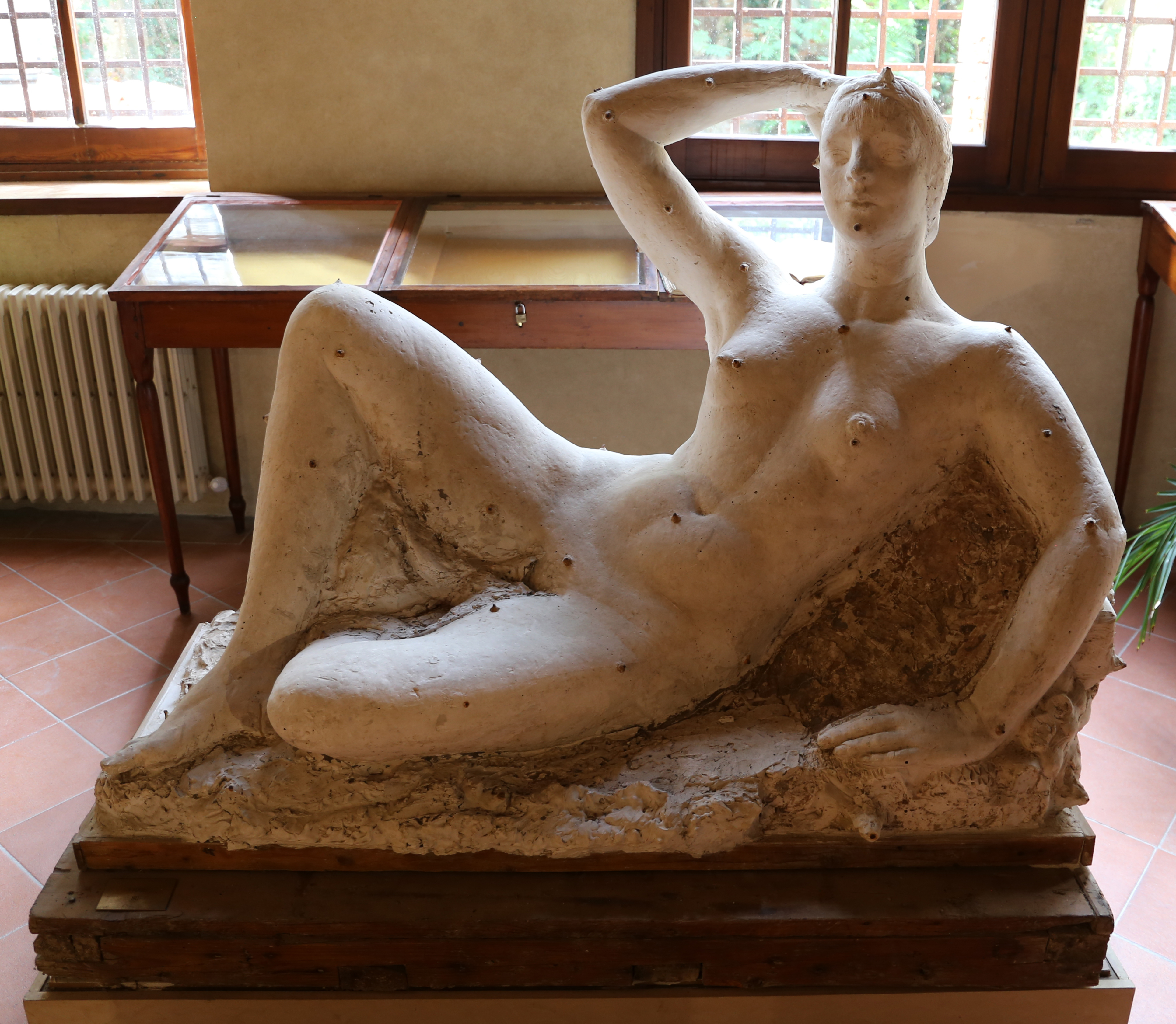
Pomona (1905-1912 ca.)
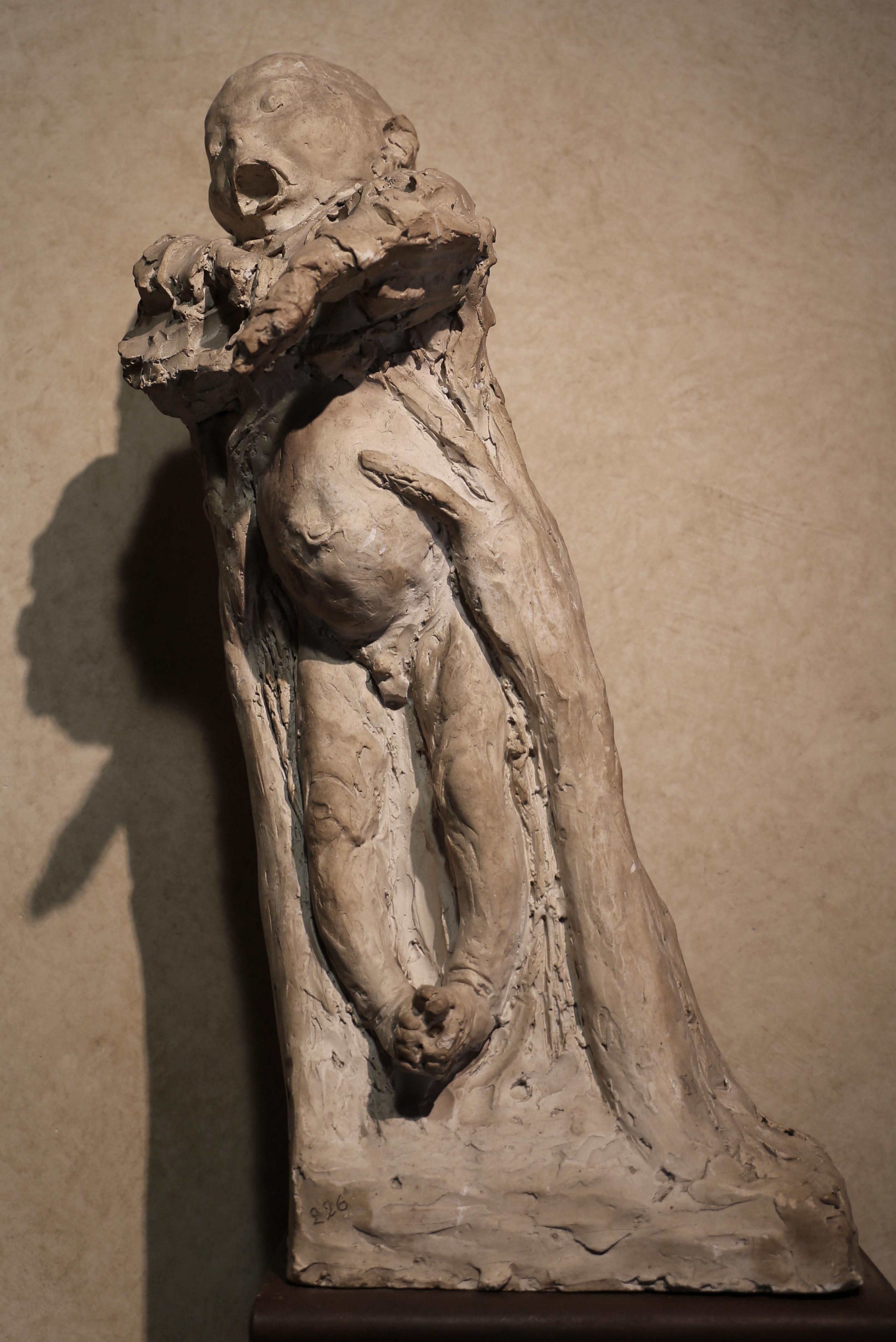
Le nouveau né (1906-1910 ca.)
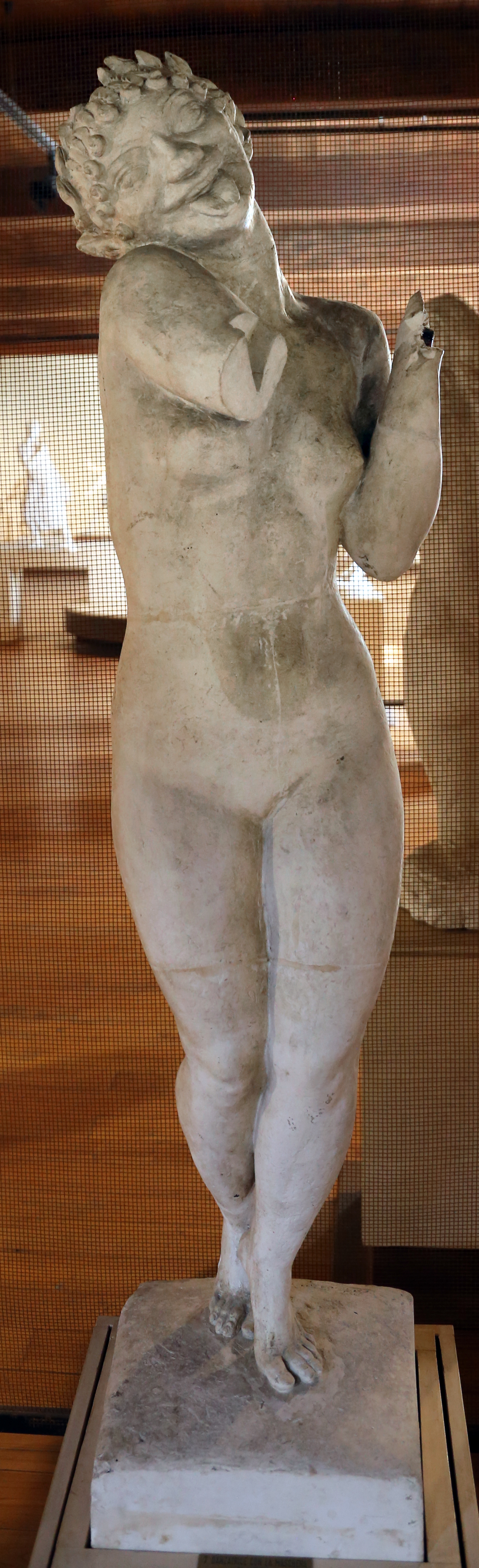
Danzatrice con la Maschera di Medusa (1911)

## Archivio Libero Andreotti
Al secondo piano del palazzo si trova l'archivio "Libero Andreotti", donato dalla famiglia dello scultore al Comune di Pescia nel 1976 e poi ulteriormente ingrandito nel 2003, comprende 5573 unità documentarie, tutte catalogate in un inventario informatizzato; una parte dell'archivio era stata tuttavia danneggiata dall'alluvione di Firenze del 4 novembre 1966.